# James Jones (basket-ball)
Pour les articles homonymes, voir James Jones et Jones.
James Jones, (né le 4 octobre 1980 à Miami, États-Unis) est un joueur puis dirigeant américain de basket-ball. Comme joueur, il joue au poste d'ailier.

## Biographie

### Carrière universitaire
Entre 1999 et 2003, James Jones étudie à l'université de Miami. En 2003, il se présente à la draft.

### Carrière professionnelle

#### Pacers de l'Indiana (2003-2005)
Le 26 juin 2003, il est sélectionné en 49e position par les Pacers de l'Indiana. Cette draft est une des plus relevées de l'histoire avec des joueurs comme : LeBron James, Dwyane Wade, Carmelo Anthony ou bien encore Chris Bosh.
Le 21 août 2003, il signe un contrat sur plusieurs années avec les Pacers.
Le 30 juin 2005, les Pacers n'activent pas leur option sur le contrat de Jones qui devient agent libre.

#### Suns de Phoenix (2005-2007)
Le 25 août 2005, Jones est transféré chez les Suns de Phoenix en échange d'un second tour de draft 2008 de la NBA.

#### Trail Blazers de Portland (2007-2008)
Le 11 juillet 2007, Jones est transféré chez les Trail Blazers de Portland avec Rudy Fernandez contre une somme d'argent.
Le 1er juillet 2008, Jones devient agent libre.

#### Heat de Miami (2008-2014)
Le 9 juillet 2008, il signe dans le club de sa ville d'origine, le Heat de Miami.
Le 28 juin 2010, Jones est libéré par le Heat et devient agent libre.
Le 19 juillet 2010, Jones signe un nouveau contrat avec le Heat.
James Jones remporte le concours à 3 pts du All-Star Game 2011 sur le score de 15 points au premier tour et de 20 points face à Paul Pierce et Ray Allen en finale.
Le 1er juillet 2011, Jones décide de tester le marché.
Le 9 décembre 2011, Jones revient au Heat. À la fin de la saison 2011-2012, il remporte son premier trophée de champion NBA.
L'année suivante, en 2012, il réalise le doublé en étant une nouvelle fois champion NBA.
Le 25 juillet 2013, Jones active son option de joueur sur son contrat et étend son contrat jusqu'à la fin de saison 2013-2014.
Le 1er juillet 2014, il est sans contrat et le Heat ne le conserve pas dans son effectif.

#### Cavaliers de Cleveland (2014-2017)
Le 5 août 2014, il rejoint LeBron James avec qui il a joué au Heat de Miami pour les Cavaliers de Cleveland. Le 1er juillet 2015, il devient agent libre.
Le 24 juillet 2015, il signe un nouveau contrat avec les Cavaliers. À la fin de la saison 2015-2016, il remporte le troisième titre de champion NBA de sa carrière. Le 1er juillet 2016, il est de nouveau libre.
Le 2 août 2016, il signe un troisième contrat avec les Cavaliers. Il accède aux finales NBA pour la septième année consécutive. Le 1er juillet 2017, il n'est pas conservé par les Cavaliers.

#### Suns de Phoenix (depuis 2017)
Le 19 juillet 2017, il prend sa retraite sportive et devient vice-président des Suns de Phoenix.
Le 11 avril 2019, il est remplacé par Jeff Bower au poste de vice-président mais il est conservé au poste de général manager.
Lors de la saison 2024-2025, les Suns terminent à la 11e place de la Conférence Ouest et manquent les playoffs. James Jones est remplacé par Brian Gregory (en) au poste de GM en mai 2025 mais reste aux Suns comme conseiller.

## Style de jeu
Son point fort est le tir à trois points dont il s'est fait une spécialité.

## Statistiques

### En saison régulière
Légende :
| Champion NBA |

gras = ses meilleures performances
| Saison     | Équipe    | Matchs | Titul. | Min./m | % Tir | % 3pts | % LF  | Rbds/m. | Pass/m. | Int/m. | Ctr/m. | Pts/m. |
| ---------- | --------- | ------ | ------ | ------ | ----- | ------ | ----- | ------- | ------- | ------ | ------ | ------ |
| 2003–2004  | Indiana   | 6      | 0      | 4,3    | 22,2  | 25,0   | 100,0 | 0,33    | 0,00    | 0,17   | 0,00   | 1,17   |
| 2004–2005  | Indiana   | 75     | 24     | 17,8   | 39,6  | 39,8   | 85,5  | 2,32    | 0,76    | 0,41   | 0,37   | 4,95   |
| 2005–2006  | Phoenix   | 75     | 24     | 23,6   | 41,8  | 38,6   | 85,1  | 3,37    | 0,76    | 0,51   | 0,65   | 9,32   |
| 2006–2007  | Phoenix   | 76     | 7      | 18,1   | 36,8  | 37,8   | 87,7  | 2,32    | 0,59    | 0,37   | 0,55   | 6,38   |
| 2007–2008  | Portland  | 58     | 3      | 22,0   | 43,7  | 44,4   | 87,8  | 2,78    | 0,59    | 0,41   | 0,26   | 7,98   |
| 2008–2009  | Miami     | 40     | 1      | 15,7   | 36,9  | 34,4   | 83,9  | 1,55    | 0,50    | 0,30   | 0,35   | 4,22   |
| 2009–2010  | Miami     | 36     | 6      | 14,0   | 36,1  | 41,1   | 82,1  | 1,25    | 0,47    | 0,31   | 0,11   | 4,06   |
| 2010–2011  | Miami     | 81     | 8      | 19,1   | 42,2  | 42,9   | 83,3  | 1,98    | 0,53    | 0,36   | 0,23   | 5,86   |
| 2011–2012* | Miami     | 51     | 10     | 13,1   | 38,0  | 40,4   | 83,3  | 0,96    | 0,37    | 0,33   | 0,18   | 3,63   |
| 2012–2013  | Miami     | 38     | 0      | 5,8    | 34,4  | 30,2   | 50,0  | 0,58    | 0,34    | 0,05   | 0,16   | 1,58   |
| 2013-2014  | Miami     | 20     | 6      | 11,8   | 45,6  | 51,9   | 63,6  | 1,15    | 0,45    | 0,15   | 0,20   | 4,85   |
| 2014-2015  | Cleveland | 57     | 2      | 11,7   | 36,8  | 36,0   | 84,8  | 1,09    | 0,42    | 0,23   | 0,14   | 4,39   |
| 2015-2016  | Cleveland | 48     | 0      | 9,7    | 40,8  | 39,4   | 80,8  | 1,04    | 0,29    | 0,23   | 0,21   | 3,71   |
| 2016-2017  | Cleveland | 48     | 2      | 7,9    | 47,8  | 47,0   | 65,0  | 0,77    | 0,29    | 0,12   | 0,21   | 2,75   |
| Carrière   |           | 709    | 93     | 15,7   | 40,1  | 40,1   | 84,0  | 1,80    | 0,52    | 0,32   | 0,31   | 5,24   |

La saison 2011-2012 a été réduite de 82 à 66 matchs.
Mise à jour le 14 avril 2017

### En Playoffs
Statistiques en playoffs
| Saison   | Équipe    | Matchs | Titul. | Min./m | % Tir | % 3pts | % LF  | Rbds/m. | Pass/m. | Int/m. | Ctr/m. | Pts/m. |
| -------- | --------- | ------ | ------ | ------ | ----- | ------ | ----- | ------- | ------- | ------ | ------ | ------ |
| 2005     | Indiana   | 13     | 0      | 16,5   | 41,3  | 40,0   | 44,4  | 2,08    | 0,77    | 0,54   | 0,54   | 4,00   |
| 2006     | Phoenix   | 20     | 6      | 17,7   | 34,1  | 30,8   | 84,6  | 3,60    | 0,25    | 0,25   | 0,90   | 4,30   |
| 2007     | Phoenix   | 11     | 6      | 15,5   | 52,8  | 44,4   | 81,8  | 1,36    | 0,27    | 0,18   | 0,18   | 5,000  |
| 2009     | Miami     | 7      | 7      | 33,6   | 53,1  | 50,0   | 91,7  | 2,29    | 0,71    | 0,43   | 0,14   | 9,57   |
| 2010     | Miami     | 1      | 0      | 8,6    | 0,0   | 0,0    | 100,0 | 0,00    | 0,00    | 0,00   | 0,00   | 2,00   |
| 2011     | Miami     | 12     | 0      | 22,7   | 47,1  | 45,9   | 100,0 | 2,50    | 0,17    | 0,50   | 0,17   | 6,50   |
| 2012     | Miami     | 20     | 0      | 8,6    | 37,2  | 30,0   | 100,0 | 1,00    | 0,10    | 0,15   | 0,05   | 2,55   |
| 2013     | Miami     | 9      | 0      | 3,6    | 42,9  | 75,0   | 0,0   | 0,33    | 0,00    | 0,00   | 0,11   | 1,00   |
| 2014     | Miami     | 15     | 0      | 8,4    | 45,0  | 46,9   | 66,7  | 0,73    | 0,33    | 0,20   | 0,13   | 3,53   |
| 2015     | Cleveland | 20     | 0      | 15,5   | 34,7  | 34,4   | 92,9  | 1,45    | 0,45    | 0,40   | 0,15   | 4,35   |
| 2016     | Cleveland | 12     | 0      | 4,6    | 20,0  | 14,3   | 25,0  | 0,33    | 0,25    | 0,00   | 0,00   | 0,50   |
| 2017     | Cleveland | 8      | 0      | 3,7    | 20,0  | 0,0    | 0,0   | 0,50    | 0,00    | 0,00   | 0,00   | 0,25   |
| Carrière |           | 148    | 19     | 13,4   | 40,4  | 38,7   | 84,5  | 1,56    | 0,30    | 0,25   | 0,25   | 3,70   |

## Records personnels et distinctions
Les records personnels de James Jones, officiellement recensés par la NBA sont les suivants :
| Type de statistique        | Saison régulière | Saison régulière                             | Saison régulière  | Playoffs | Playoffs                           | Playoffs                |
| Type de statistique        | Record           | Adversaire                                   | Date              | Record   | Adversaire                         | Date                    |
| -------------------------- | ---------------- | -------------------------------------------- | ----------------- | -------- | ---------------------------------- | ----------------------- |
| Points                     | 27               | @ SuperSonics de Seattle                     | 28 novembre 2004  | 25       | Celtics de Boston                  | 1er mai 2011            |
| Paniers marqués            | 10               | @ SuperSonics de Seattle                     | 28 novembre 2004  | 6        | Bulls de Chicago                   | 6 mai 2015              |
| Paniers tentés             | 16               | Trail Blazers de Portland                    | 6 décembre 2005   | 10       | 3 fois                             |                         |
| Paniers à 3 points réussis | 6                | 5 fois                                       |                   | 5        | Bulls de Chicago Celtics de Boston | 6 mai 2015 1er mai 2011 |
| Paniers à 3 points tentés  | 12               | Trail Blazers de Portland                    | 6 décembre 2005   | 9        | Bulls de Chicago                   | 6 mai 2015              |
| Lancers francs réussis     | 9                | @ Nuggets de Denver                          | 10 janvier 2006   | 10       | Celtics de Boston                  | 1er mai 2011            |
| Lancers francs tentés      | 11               | @ Nuggets de Denver                          | 10 janvier 2006   | 10       | Celtics de Boston                  | 1er mai 2011            |
| Rebonds offensifs          | 5                | Celtics de Boston                            | 23 novembre 2004  | 5        | Clippers de Los Angeles            | 16 mai 2006             |
| Rebonds défensifs          | 12               | Magic d'Orlando                              | 20 novembre 2004  | 7        | 2 fois                             |                         |
| Rebonds totaux             | 12               | Magic d'Orlando                              | 20 novembre 2004  | 9        | 2 fois                             |                         |
| Passes décisives           | 5                | Hornets de la Nouvelle-Orléans/Oklahoma City | 17 avril 2006     | 5        | Hawks d'Atlanta                    | 24 mai 2015             |
| Interceptions              | 4                | Pistons de Détroit                           | 8 avril 2012      | 2        | 6 fois                             |                         |
| Contres                    | 4                | Grizzlies de Memphis                         | 8 février 2006    | 6        | @ Mavericks de Dallas              | 26 mai 2006             |
| Balles perdues             | 4                | 2 fois                                       |                   | 2        | 8 fois                             |                         |
| Minutes jouées             | 47               | Mavericks de Dallas                          | 1er novembre 2005 | 42       | @ Hawks d'Atlanta                  | 29 avril 2009           |

- Double-double : 4 (au 26/05/2014)
- Triple-double : aucun.

## Palmarès
En franchise
- Champion NBA en 2012 et 2013 avec le Heat de Miami.
- Champion NBA en 2016 avec les Cavaliers de Cleveland.
- Finales NBA en 2011 contre les Mavericks de Dallas avec le Heat de Miami.
- Finales NBA en 2014 contre les Spurs de San Antonio avec le Heat de Miami.
- Finales NBA en 2015 et en 2017 contre les Warriors de Golden State avec les Cavaliers de Cleveland.
- Champion de la Conférence Est de NBA en 2011, 2012, 2013 et 2014 avec le Heat de Miami et 2015, 2016 et 2017 avec les Cavaliers de Cleveland.
- Champion de la Division Sud-Est en 2011, 2012 et 2013 avec le Heat de Miami.

Distinctions personnelles
- Vainqueur du concours de tirs à 3 pts du NBA All-Star Week-end 2011.

## Référence
1. ↑  Dimitri Kucharczyk, « James Jones rempile au Heat », sur Basket USA, 18 juillet 2010 (consulté le 26 mai 2019).
2. ↑  « Concours 3-points : Los Angeles remercie James Jones », sur Basket USA, 20 février 2011.
3. ↑  Fabrice Auclert, « Miami : James Jones teste le marché », sur Basket USA, 30 juin 2011 (consulté le 26 mai 2019).
4. ↑  Fabrice Auclert, « James Jones rejoint aussi LeBron James aux Cavs », sur Basket USA, 16 juillet 2014 (consulté le 26 mai 2019).
5. ↑  Emmanuel Laurin, « James Jones rempile à Cleveland pour une année supplémentaire », sur Basket USA, 24 juillet 2015 (consulté le 26 mai 2019).
6. ↑  Dimitri Kucharczyk, « James Jones rempile chez les Cavaliers », sur Basket USA, 2 août 2016 (consulté le 26 mai 2019).
7. ↑  Fabrice Auclert, « James Jones devient vice-président des Suns ! », sur Basket USA, 19 juillet 2017 (consulté le 26 mai 2019).
8. ↑  Fabrice Auclert, « Les Suns gardent James Jones comme GM », sur Basket USA, 11 avril 2019 (consulté le 26 mai 2019).
9. ↑  Florian Benfaid, « Brian Gregory remplace James Jones comme GM des Suns », Basket USA, 2 mai 2025.
10. ↑  (en) « James Jones : Career Stats and Totals », sur nba.com (consulté le 26 mai 2014).